# Municipio Chua Cocani
Das Municipio Chua Cocani (auch: Chúa Cocani) liegt im Departamento La Paz im südamerikanischen Anden-Staat Bolivien. Es war bis zu seiner Gründung durch Gesetz 1040/03-04 vom 28. Juni 2010 Teil des Municipio Achacachi. Es setzt sich zusammen aus den drei Kantonen Chúa Cocani, Chuavisalaya (auch' Chua Visalaya) und Soncachi Grande. Ein Geländestreifen von etwa einem Kilometer Breite am Ostrand der Kantone Chua Cocani und Soncachi wurde bei der Neugründung dem ebenfalls neu gegründeten Municipio Huatajata zugeschlagen.

## Lage im Nahraum
Das Municipio Chua Cocani ist eines von sechs (bis 2005: zwei / bis 2009: drei / bis 2010: vier) Municipios der Provinz Omasuyos und liegt im südlichen Teil der Provinz. Es grenzt im Nordosten, Norden und Westen an das Municipio Achacachi, im Südwesten an den Titicacasee, im Südosten an das Municipio Huatajata und im Osten an das Municipio Huarina.
Das Municipio hat 42 Ortschaften (localidades), der zentrale Ort des Municipios ist die Ortschaft Chua Cocani mit 907 Einwohnern im südlichen Teil des Municipios. (Volkszählung 2012)

## Geographie
Das Municipio Chua Cocani liegt auf dem bolivianischen Altiplano am Ostufer des Titicacasees auf einer mittleren Höhe von 3900 m. Die Region liegt zwischen den Anden-Gebirgsketten der Cordillera Occidental im Westen und der Cordillera Central im Osten. Das Klima im Raum Chúa Cocani leitet sich ab aus der Höhenlage auf dem Altiplano und der Nähe zur großen Wasserfläche des Titicacasees, der die Temperaturschwankungen abmildert.
Die Jahresdurchschnittstemperatur liegt bei 11 °C (siehe Klimadiagramm Achacachi), wobei der Monatsdurchschnitt im kältesten Monat (Juli) mit 8 °C nur wenig von den wärmsten Monat (November bis März) mit 12 °C abweicht. Das Klima ist von Juni bis August arid mit nur sporadischen Niederschlägen und es ist in den Sommermonaten, vor allem von Dezember bis März, humid mit Monatsniederschlägen von teilweise mehr als 100 mm. Der Jahresniederschlag liegt bei etwa 600 mm.

## Politik
Ergebnis der Regionalwahlen (elecciones de autoridades políticas) vom 7. März 2021:
| Wahl- berechtigte |  | Wahl- beteiligung | gültige Stimmen |  | MAS-IPSP | J.A.LLALLA.L.P. | PBCSP  | ASP    | MTS    | PDC    | VENCEREMOS |
| ----------------- |  | ----------------- | --------------- |  | -------- | --------------- | ------ | ------ | ------ | ------ | ---------- |
| 2.716             |  | 2.297             | 1.960           |  | 852      | 804             | 69     | 66     | 39     | 32     | 24         |
|                   |  | 84,57 %           | 85,33 %         |  | 43,47 %  | 41,02 %         | 3,52 % | 3,37 % | 1,99 % | 1,63 % | 1,22 %     |

## Bevölkerung
Die Einwohnerzahl des Municipios Chua Cocani ist zwischen 1992 und 2024 um gut ein Drittel angestiegen:
| Jahr | Einwohner | Quelle       |
| ---- | --------- | ------------ |
| 1992 | 5025      | Volkszählung |
| 2001 | 6782      | Volkszählung |
| 2012 | 5003      | Volkszählung |
| 2024 | 7183      | Volkszählung |

Das Municipio Achacachi/Huarani/Santiago de Huata/Chua Cocani/Huatajata hatte bei der letzten Volkszählung von 2001 eine Bevölkerungsdichte von 66 Einwohnern/km², die Lebenserwartung der Neugeborenen lag bei 59,4 Jahren, und die Säuglingssterblichkeit war von 7,9 Prozent (1992) auf 7,6 Prozent im Jahr 2001 geringfügig gesunken.
Der Alphabetisierungsgrad bei den über 19-Jährigen beträgt 71,0 Prozent, und zwar 86,8 Prozent bei Männern und 57,0 Prozent bei Frauen (2001).
66,5 Prozent der Bevölkerung im früheren Municipio Achacachi sprachen Spanisch, 94,1 Prozent sprachen Aymara, und 0,2 Prozent Quechua. (2001)
59,4 Prozent der Bevölkerung hatten keinen Zugang zu Elektrizität, 83,4 Prozent lebten ohne sanitäre Einrichtung (2001).
57,0 Prozent der Haushalte im Jahr 2001 besaßen ein Radio, 16,7 Prozent einen Fernseher, 27,2 Prozent ein Fahrrad, 0,8 Prozent ein Motorrad, 1,5 Prozent ein Auto, 0,6 Prozent einen Kühlschrank, 1,3 Prozent ein Telefon. (2001)

## Gliederung
Das Municipio Chua Cocani untergliedert sich in die folgenden drei Kantone (cantones):
- 02-0203-08 Kanton Chua Visalaya – 8 Ortschaften – 1.758 Einwohner (Volkszählung 2012)
- 02-0203-11 Kanton Soncachi Grande – 3 Ortschaften – 887 Einwohner
- 02-0203-12 Kanton Chua Cocani – 13 Ortschaften – 2.358 Einwohner

## Ortschaften im Municipio Chua Cocani
- Kanton Chua Visalaya
  - Chua Visalaya 159 Einw.

- Kanton Chua Cocani
  - Chua Cocani 907 Einw. – Soncachi Grande 325 Einw.